# عرقون سالسبورغي
عرقون سالسبورغي (الاسم العلمي:Euphrasia salisburgensis) هو نوع من النباتات يتبع جنس العرقون من الفصيلة الهالوكية.
سمي هذا النوع نسبةً إلى منطقة سالسبورغ في النمسا.